# Phaonia maculierrans
Phaonia maculierrans är en tvåvingeart som beskrevs av Xue, Zhang och Chen 1993. Phaonia maculierrans ingår i släktet Phaonia och familjen husflugor.
Artens utbredningsområde är Liaoning (Kina). Inga underarter finns listade i Catalogue of Life.